# Chimarra baculifera
Chimarra baculifera är en nattsländeart som beskrevs av G. Marlier 1965. Chimarra baculifera ingår i släktet Chimarra och familjen stengömmenattsländor. Inga underarter finns listade i Catalogue of Life.